# 크리스 원돌로우스키
크리스토퍼 엘리엇 원돌로프스키(영어: Christopher Elliott Wondolowski, 폴란드어:  본돌로프스키(vɔndɔˈwɔfski)[*]; 1983년 1월 28일 ~ )는 미국의 전직 축구 선수로 메이저 리그 사커 최고의 스트라이커들 중 한명으로 손꼽히며 득점 시 탁월한 위치선정 능력으로 인해 원도(Wondo) 라는 별명이 붙었다.

## 경력

### 유소년 축구 및 대학교 축구
원돌로프스키는 캘리포니아주 콘커드의 데 라 사예 고등학교의 축구부에서 활동하였고, 그는 이곳에서 활약하면서 2000년과 2001년에 올베이 밸리 애슬레틱 리그 1군에 들었으며, 올이스트 베이 1군 영예를 안았다. 그는 2001년에 지역 언론에 의해 "올해의 선수"로 두 차례 선정되었다. 원돌로프스키는 디아블로밸리 축구 클럽 (DVSC) 과 댄빌 머스탱 축구 협회에서 클럽 축구를 하였다.
그는 치코 주립 대학교에서 대학 축구를 하였으며, 84경기에 출전하여 39골을 득점하며 성공적인 대학 생활을 보냈다. 그는 2004년에 17골로 치코 룩스를 내셔널 프리미어 사커 리그로 이끌었다.

### 프로 경력

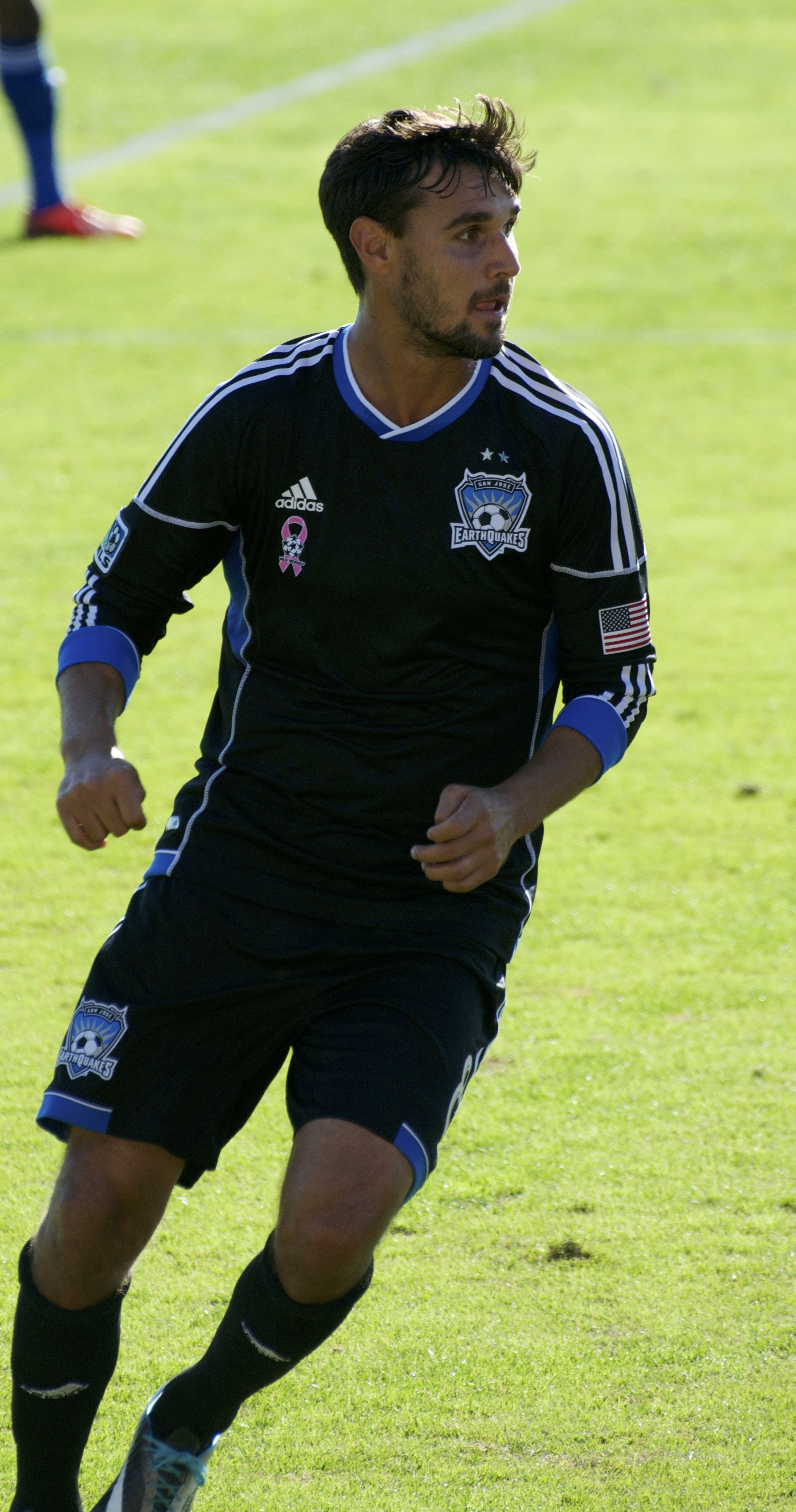
2013년 댈러스전에서 활동하는 원돌로프스키

원돌로프스키는 2005년 MLS 보급 드래프트에서 41번째로 산호세 어스퀘이크스에 드래프트되었다. 그는 비록 2005년 시즌에 산호세 소속으로 2경기 출장에 그쳤으나, 그는 어스퀘이크스 2군을 12경기에 출전하여 8골을 득점하며 팀을 이끌었다.
나머지 어스퀘이크스 팀동료와 함께, 그는 2006년 시즌에 휴스턴으로 이적하였고, 그는 또다시 리저브 팀에서 11경기에 13골을 득점하며 또다시 팀을 이끌었다. 2006년 8월 30일, 그는 시카고 파이어를 상대로 MLS 1호골을 득점하였다.
2007년, 10월의 남자 (원돌로프스키의 또다른 애칭)는 파추카와의 CONCACAF 챔피언스컵 준결승전에서 득점하였으나, 휴스턴은 2차전에서 탈락하였다. 그는 2007년 7월 12일, 시카고를 상대로 MLS 2호골을 득점하였고, 2009년 5월 16일, 뉴욕 레드불스를 상대로 4호골을 득점하였으며, 이는 MLS 역사상 7000호골이기도 하였다.
원돌로프스키는 2009년 6월에 캠 위버와의 스왑딜로 산호세 어스퀘이크스로 복귀하였다. 산호세 이적으로, 원돌로프스키는 더 많은 출장 시간을 보장받았고, 14경기에 출전하여 어스퀘이크스의 3골을 득점하였다. 원돌로프스키는 2010년에 대도약을 거쳐 메이저 리그 사커에서 26경기 출장 18골을 득점하며 팀을 MLS 플레이오프로 이끌었다. 그는 뉴욕과의 플레이오프 경기에서 결승골을 득점하며 산호세의 합계 3-2 승리를 견인하였다.
원돌로프스키는 2011년 댈러스전에서 5분만에 골문을 열면서 시작되었다. 박스 안에서 공을 받은 원돌로프스키는 발리슛으로 케빈 하트맨 골키퍼의 펀칭에도 불구하고 넘어가 득점이 되었다. 그의 2번째 득점은 23분에 댈러스가 세트피스로 날아온 공을 걷어내지 못하면서 득점할 수 있었다. 그는 이 시즌을 16골로 마감하였다.
산호세는 2012년 2월에 그와 재계약을 하였다. 계약의 상세 조항은 비공개 처리되었다.
원돌로프스키는 첼시와의 경기를 앞두고 2012년 MLS 올스타 게임 명단에 이름을 올렸다. 그는 존 테리의 마킹을 받았으나 21분에 득점하는데 성공하였다. MLS 스포츠 네트워크는 MLS 36의 에피소드에서 원돌로프스키가 필라델피아에 올스타 게임에 참가할 선수들과 함께 도착으로부터 36시간동안 방송되었다. 테리는 전반 종료 후 개인적으로 원돌로프스키를 마킹하는데 "악몽" 같았다며 칭찬하였다.
2012년 10월 6일, 원돌로프스키는 콜로라도 래피즈에서 생애 4번째의 해트트릭을 달성하며 산호세 어스퀘이크의 역대 최다 득점자가 되었다. 이 시즌에 그는 27골을 득점하며 로이 래시터가 기록한 MLS 한시즌 최다 득점과 동률을 이루기도 하였다.

### 국가대표팀
어스퀘이크스에서 2010년 시즌에 MLS 골든슈를 받는 등 성공적인 한 해를 보낸 후, 원돌로프스키는 미국 축구 국가대표팀의 겨울 훈련 캠프에 참가하였다. 3주의 훈련 캠프 끝에, 그는 2011년 1월 22일, 캘리포니아주 카슨의 홈 디팟 센터에서 열릴 칠레와의 친선경기에서 국가대표팀 첫 경기를 소화하였다.
2011년 5월 23일, 원돌로프스키는 2011년 CONCACAF 골드컵 대회에 참가할 미국 엔트리에 포함되었다.
2012년, 원돌로프스키는 미국의 FIFA 월드컵 예선전 두 경기와 친선경기 세 경기를 앞두고 27인 예비 엔트리에 포함되었었다. 원돌로프스키는 최종 23인 엔트리에 포함되었으나, 0-0으로 비긴 캐나다와의 친선경기 한 경기에서 교체로 출전하는데 그쳤다.
2013년 7월 5일, 원돌로프스키는 캘리포니아주 샌디에이고의 퀄컴 스타디움에서 열린 과테말라와의 친선경기에서 첫 국가대표팀 득점에 성공하였고, 나흘 후 "원도프로프스키" (Wondowlowski) 로 오타가 난 유니폼을 입고 뛴 오리건주 포틀랜드의 젤드-웬 필드에서의 벨리즈전 전반에 해트트릭을 달성하였다. 그는 유타주 샌디의 리오 틴토 스타디움에서 열린 쿠바전에서도 멀티골을 득점하며 인상적인 활약을 계속해 나갔다. 2014년 2월 1일, 캘리포니아주 카슨의 스터브허브 센터에서 열린 대한민국과의 친선경기에서 또다시 멀티골을 득점하였다.
골드컵 이후, 원돌로프스키는 국가대표팀 경기에서 'W'가 하나 더 새겨진 유니폼을 입고 활약한다. 이는 벨리즈전에서 해트트릭할 당시 'W'가 하나 더 오타로 들어간 데에서 시작되었다.
그는 클린스만의 2014년 FIFA 월드컵 30인 예비 명단에 포함되었다.
2014년 5월 22일, 크리스 원돌로프스키는 미국을 대표로 2014년 FIFA 월드컵에 참가할 최종 23인 엔트리에 포함된 것이 확인되었다.
2014년 6월 22일, 포르투갈과의 2014년 FIFA 월드컵 G조 2차전 경기에서, 크리스 원돌로프스키는 87분에 클린트 뎀프시와 교체 투입되었다.

### 국가대표팀 득점 기록
| #   | 날짜            | 경기장                               | 상대     | 점수 | 결과 | 대회                   |
| --- | --------------- | ------------------------------------ | -------- | ---- | ---- | ---------------------- |
| 01. | 2013년 7월 5일  | 퀄컴 스타디움, 샌디에이고, 미국      | 과테말라 | 3–0  | 6–0  | 친선경기               |
| 02. | 2013년 7월 9일  | 젤드-웬 필드, 포틀랜드, 미국         | 벨리즈   | 1–0  | 6–1  | 2013년 CONCACAF 골드컵 |
| 03. | 2013년 7월 9일  | 젤드-웬 필드, 포틀랜드, 미국         | 벨리즈   | 2–0  | 6–1  | 2013년 CONCACAF 골드컵 |
| 04. | 2013년 7월 9일  | 젤드-웬 필드, 포틀랜드, 미국         | 벨리즈   | 3–1  | 6–1  | 2013년 CONCACAF 골드컵 |
| 05. | 2013년 7월 13일 | 리오 틴토 스타디움, 샌디, 미국       | 쿠바     | 3–1  | 4-1  | 2013년 CONCACAF 골드컵 |
| 06. | 2013년 7월 13일 | 리오 틴토 스타디움, 샌디, 미국       | 쿠바     | 4–1  | 4-1  | 2013년 CONCACAF 골드컵 |
| 07. | 2014년 2월 1일  | 스터브허브 센터, 카슨, 미국          | 대한민국 | 1–0  | 2-0  | 친선경기               |
| 08. | 2014년 2월 1일  | 스터브허브 센터, 카슨, 미국          | 대한민국 | 2–0  | 2-0  | 친선경기               |
| 09. | 2014년 4월 2일  | 피닉스 대학교 경기장, 글렌데일, 미국 | 멕시코   | 2–0  | 2-2  | 친선경기               |

| 1.                   | 2011년 1월 22일  | 홈 디팟 센터, 로스앤젤레스, 미국               | 칠레         | 1–1 | 무 | 친선경기               |
| 2.                   | 2011년 6월 4일   | 질레트 스타디움, 폭스버러, 미국                | 스페인       | 0–4 | 패 | 친선경기               |
| 3.                   | 2011년 6월 7일   | 포드 필드, 디트로이트, 미국                    | 캐나다       | 2–0 | 승 | 2011년 CONCACAF 골드컵 |
| 4.                   | 2011년 6월 11일  | 레이먼드 제임스 스타디움, 탬파, 미국           | 파나마       | 1–2 | 패 | 2011년 CONCACAF 골드컵 |
| 5.                   | 2011년 6월 14일  | 스포팅 파크, 캔자스시티, 미국                  | 과들루프     | 1–0 | 승 | 2011년 CONCACAF 골드컵 |
| 6.                   | 2012년 1월 21일  | 피닉스 대학교 경기장, 글렌데일, 미국           | 베네수엘라   | 1–0 | 승 | 친선경기               |
| 7.                   | 2012년 1월 25일  | 에스타디오 로멜 페르난데스, 파나마시티, 파나마 | 파나마       | 1–0 | 승 | 친선경기               |
| 8.                   | 2012년 6월 3일   | BMO 필드, 토론토, 캐나다                       | 캐나다       | 0–0 | 무 | 친선경기               |
| 9.                   | 2013년 1월 29일  | BBVA 컴패스 스타디움, 휴스턴, 미국             | 캐나다       | 0–0 | 무 | 친선경기               |
| 10.                  | 2013년 7월 5일   | 퀄컴 스타디움, 샌디에이고, 미국                | 과테말라     | 6–0 | 승 | 친선경기               |
| 11.                  | 2013년 7월 9일   | 젤드-웬 필드, 포틀랜드, 오리건 주, 미국        | 벨리즈       | 6–1 | 승 | 2013년 CONCACAF 골드컵 |
| 12.                  | 2013년 7월 13일  | 리오 틴토 스타디움, 샌디, 미국                 | 쿠바         | 4–1 | 승 | 2013년 CONCACAF 골드컵 |
| 13.                  | 2013년 7월 16일  | 렌츨러 필드, 이스트하트퍼드, 미국              | 코스타리카   | 1–0 | 승 | 2013년 CONCACAF 골드컵 |
| 14.                  | 2013년 7월 21일  | M&T 뱅크 스타디움, 볼티모어, 미국              | 엘살바도르   | 5–1 | 승 | 2013년 CONCACAF 골드컵 |
| 15.                  | 2013년 7월 24일  | 카우보이즈 스타디움, 알링턴, 미국              | 온두라스     | 3–1 | 승 | 2013년 CONCACAF 골드컵 |
| 16.                  | 2013년 11월 15일 | 햄던 파크, 글래스고, 스코틀랜드                | 스코틀랜드   | 0–0 | 무 | 친선경기               |
| 17.                  | 2013년 11월 19일 | 에른스트 하펠 슈타디온, 빈, 오스트리아         | 오스트리아   | 0–1 | 패 | 친선경기               |
| 18.                  | 2014년 2월 1일   | 스터브허브 센터, 카슨, 미국                    | 대한민국     | 2-0 | 승 | 친선경기               |
| 19.                  | 2014년 4월 2일   | 피닉스 대학교 경기장, 글렌데일, 미국           | 멕시코       | 2-2 | 무 | 친선경기               |
| 20.                  | 2014년 5월 27일  | 캔들스틱 파크, 샌프란시스코, 미국              | 아제르바이잔 | 2-0 | 승 | 친선경기               |
| 21.                  | 2014년 6월 7일   | 에버뱅크 필드, 잭슨빌, 미국                    | 나이지리아   | 2-1 | 승 | 친선경기               |
| 22.                  | 2014년 6월 22일  | 아레나 아마조니아, 마나우스, 브라질            | 포르투갈     | 2-2 | 무 | 2014년 FIFA 월드컵     |
| 2014년 6월 22일 기준 |                  |                                                |              |     |    |                        |

## 기타 업적
2013년, 원돌로프스키는 치코 주립 대학교 동문으로 디비전 II의 40주년 명예의 팀에 이름을 올렸다.

## 사생활
크리스는 같은 축구 선수인 스티븐 원돌로프스키의 형이다. 그는 어머니가 오클라호마 주의 카이오와 족 출신임에 따라 반 원주민 혈통이며, 그도 또한 이 부족의 일원이다. 그의 부족내 이름은 보우 다이 (Bau Daigh)이며, "언덕의 전사"라는 뜻을 가지고 있다.에서 그의 친할아버지는 7세때 고향인 폴란드의 바르샤바에서 7세때 미국으로 이민하였다.

## 경력 통계
2014년 6월 6일 기준
| 클럽                | 시즌      | 리그 | 리그 | MLS 컵 플레이오프 | MLS 컵 플레이오프 | US 오픈컵 | US 오픈컵 | 수페르리가 | 수페르리가 | 챔피언스리그 | 챔피언스리그 | 합계 | 합계 |
| 클럽                | 시즌      | 출장 | 골   | 출장              | 골                | 출장      | 골        | 출장       | 골         | 출장         | 골           | 출장 | 골   |
| ------------------- | --------- | ---- | ---- | ----------------- | ----------------- | --------- | --------- | ---------- | ---------- | ------------ | ------------ | ---- | ---- |
| 산호세 어스퀘이크스 | 2005      | 2    | 0    | 0                 | 0                 | 1         | 0         | -          | -          | -            | -            | 3    | 0    |
| 휴스턴 다이너모     | 2006      | 6    | 1    | 0                 | 0                 | 3         | 1         | -          | -          | -            | -            | 9    | 2    |
| 휴스턴 다이너모     | 2007      | 16   | 1    | 0                 | 0                 | 1         | 0         | 1          | 0          | 3            | 1            | 21   | 2    |
| 휴스턴 다이너모     | 2008      | 8    | 0    | 0                 | 0                 | 0         | 0         | 2          | 0          | 6            | 2            | 16   | 2    |
| 휴스턴 다이너모     | 2009      | 7    | 2    | -                 | -                 | 0         | 0         | -          | -          | 0            | 0            | 7    | 2    |
| 산호세 어스퀘이크스 | 2009      | 14   | 3    | -                 | -                 | 0         | 0         | -          | -          | -            | -            | 14   | 3    |
| 산호세 어스퀘이크스 | 2010      | 28   | 18   | 3                 | 1                 | 1         | 0         | -          | -          | -            | -            | 32   | 19   |
| 산호세 어스퀘이크스 | 2011      | 30   | 16   | -                 | -                 | 2         | 0         | -          | -          | -            | -            | 32   | 16   |
| 산호세 어스퀘이크스 | 2012      | 32   | 27   | 2                 | 0                 | 1         | 0         | -          | -          | -            | -            | 35   | 27   |
| 산호세 어스퀘이크스 | 2013      | 29   | 11   | -                 | -                 | 1         | 0         | -          | -          | 5            | 2            | 35   | 13   |
| 산호세 어스퀘이크스 | 2014      | 9    | 5    | -                 | -                 | -         | -         | -          | -          | -            | -            | 9    | 5    |
| 경력 합계           | 경력 합계 | 181  | 84   | 5                 | 1                 | 10        | 1         | 3          | 0          | 14           | 5            | 213  | 91   |

## 수상

### 클럽
휴스턴 다이너모
- MLS컵 (2): 2006, 2007

산호세 어스퀘이크스
- MLS 서포터스 실드 (1): 2012

### 국가대표팀
미국
- CONCACAF 골드컵 (1): 2013

### 개인
- MLS 골든 부트 (2): 2010, 2012
- MLS 베스트 XI (3): 2010, 2011, 2012
- 메이저 리그 사커 MVP (1): 2012
- 산호세 어스퀘이크스: 역대 최다 득점자
- CONCACAF 골드컵 득점왕 (1): 2013

## 같이 보기
- 메이저 리그 사커 현역 선수 목록